# Kälvattnet (Sidensjö socken, Ångermanland, 702457-162019)
Kälvattnet är en sjö i Örnsköldsviks kommun i Ångermanland och ingår i Nätraåns huvudavrinningsområde. Sjön har en area på 0,0818 kvadratkilometer och ligger 113 meter över havet.

## Delavrinningsområde
Kälvattnet ingår i det delavrinningsområde (702396-162003) som SMHI kallar för Ovan None. Medelhöjden är 159 meter över havet och ytan är 3,93 kvadratkilometer. Det finns inga avrinningsområden uppströms utan avrinningsområdet är högsta punkten. Vattendraget som avvattnar avrinningsområdet har biflödesordning 2, vilket innebär att vattnet flödar genom totalt 2 vattendrag innan det når havet efter 39 kilometer. Avrinningsområdet består mestadels av skog (90 procent). Avrinningsområdet har 0,08 kvadratkilometer vattenytor vilket ger det en sjöprocent på 2,1 procent.